# Golfo di Lingayen
Il golfo di Lingayen è un'insenatura del mar Cinese meridionale nell'isola di Luzon, nelle Filippine. Prende il nome dalla città di Lingayen, capitale della provincia di Pangasinan, che sorge sulle sue coste.

## Geografia

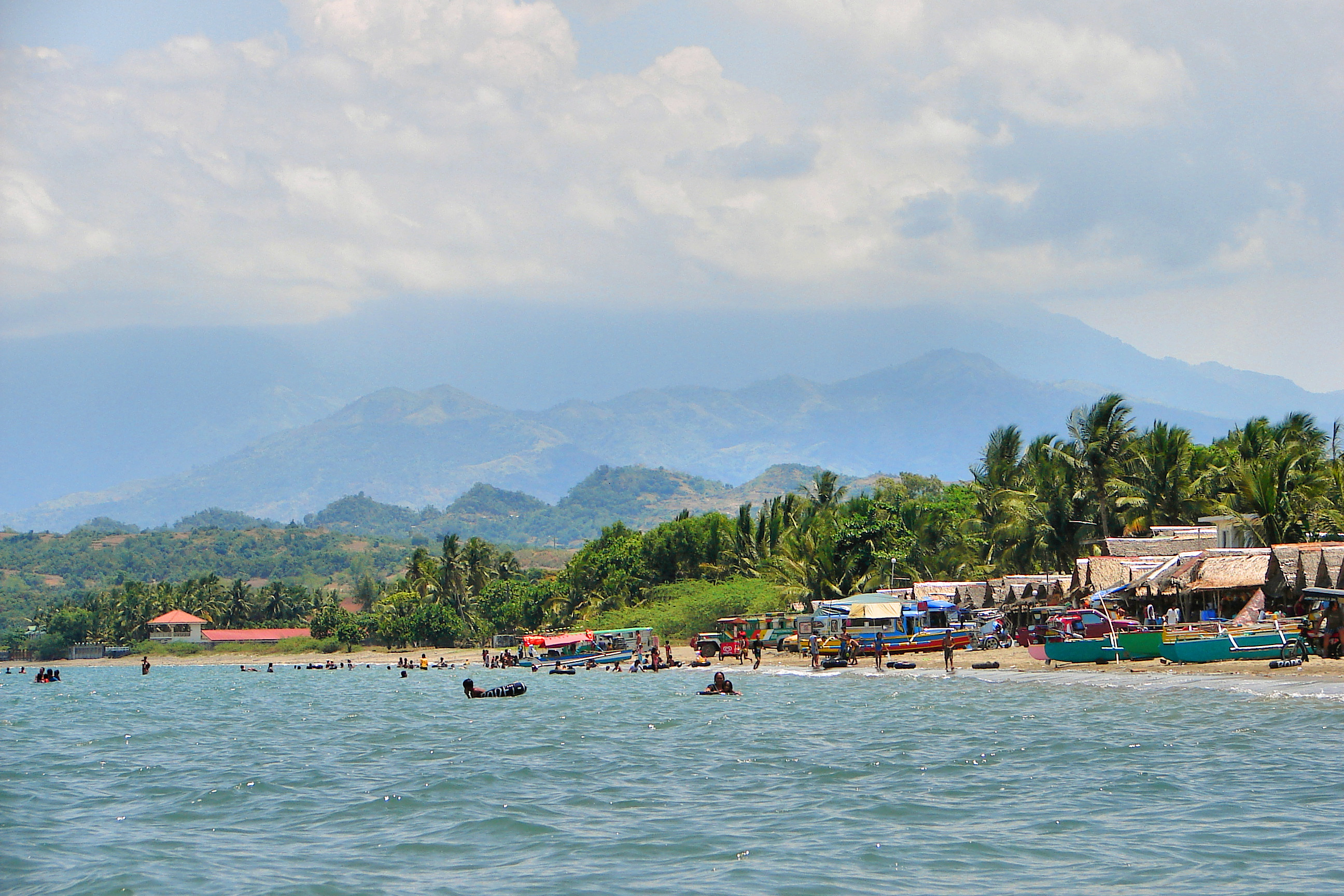
Vista di San Fabian, una delle città che si affacciano sul golfo

Diviso tra le province di Pangasinan e La Union, si estende per circa 56 km tra due catene montuose, le Zambales Mountains e la Cordillera Central. Nelle sue acque sfocia il Fiume Agno.
Nel golfo di Lingayen è presente un elevato numero di isole, le più famose sono parte del Parco nazionale delle cento isole. Importante attrazione turistica, comprende 123 isole, di cui la maggior parte di dimensioni relativamente piccole.
Numerose città sorgono lungo le sue coste, tra cui Dagupan e Alaminos nella provincia di Pangasinan e San Fernando in quella di La Union.

## Storia
Durante la seconda guerra mondiale, il golfo di Lingayen si rivelò un importante teatro bellico tra le forze statunitensi e quelle giapponesi.
A fine dicembre 1941 truppe giapponesi sbarcarono nel golfo e ne assunsero il controllo in poco tempo.
Il golfo rimase nelle mani del Giappone per i successivi tre anni, fino al 9 gennaio 1945, quando gli Alleati invasero il golfo, conquistandolo in pochi giorni e dando il via alla successiva battaglia di Luzon.
Durante l'invasione, le truppe di terra subirono poche perdite, ma i numerosi attacchi kamikaze causarono l'affondamento di 24 navi Alleate ed il danneggiamento di 67.

## Economia
L'economia del golfo di Lingayen si basa soprattutto sulla pesca e sull'industria della produzione di sale. Infatti, il nome Pangasinan significa  "luogo in cui viene prodotto il sale". Il sale viene estratto dall'acqua di mare tramite evaporazione.